# Gemengd koor

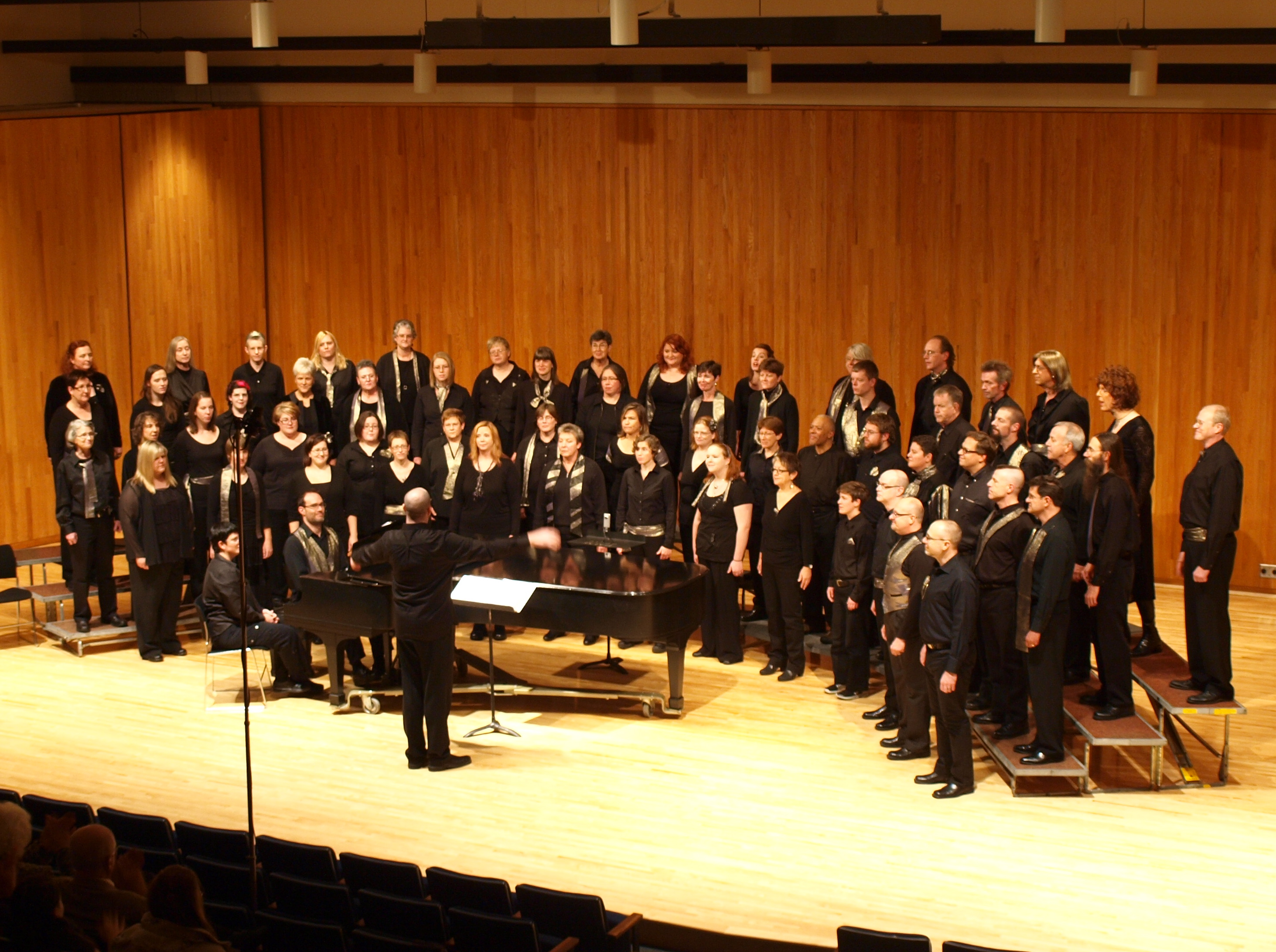
Gemengd koor

Een gemengd koor is een koor dat uit mannelijke zowel als vrouwelijke zangers of kinderen bestaat.

## Bezetting
De 'normale' stembezetting van een gemengd koor is sopraan, alt, tenor en bas. Kortweg wordt bij een gemengd koor de afkorting SATB gegeven; dit in tegenstelling tot een mannenkoor: daar is het TTBB.
 De sopranen en alten worden doorgaans bezet door het vrouwelijke deel van het koor, terwijl de tenoren en bassen het mannelijke deel vormen; het komt voor dat er zich bij de tenoren soms één of meerdere vrouwen bevinden. Het is de dirigent die bepaalt wie bij welke stem zingt aan de hand van een eenvoudige stemtest.

## Geschiedenis
Gemengde koren bestonden reeds in de middeleeuwen, in klooster- en kapittelscholen, aanvankelijk in op oktaafinterval parallel lopende partijen, waarbij werd gezongen door paters en de schoolknapen. Het gemengd koor zoals men het heden ten dage kent ontstond in de 19e eeuw. In dit koorzingen waarbij vrouwen mochten participeren ziet men een eerste teken van de emancipatie van vrouwen. In deze gemengde koren werden al spoedig grote kerkelijke werken op het programma opgenomen. Men onderscheidt thans beroepskoren voor de opera en omroep, en amateurkoren of lekenkoren, zoals kerkkoren en oratoriumkoren of operetteverenigingen.